# Rafael Eitan (homme politique)
Pour les articles homonymes, voir Rafael Eitan.
Rafael Eitan (en hébreu : רפי איתן), dit Rafi Eitan, né le 23 novembre 1926 à Eïn-Harod (Palestine mandataire) et mort le 23 mars 2019 à Tel Aviv (Israël), est le leader du parti politique Gil (parti des retraités en Israël, qui a fait un résultat inattendu aux élections législatives israéliennes de 2006). 
Il est ministre des Retraités entre le 4 mai 2006 et le 31 mars 2009.
Agent au sein du Mossad, son fait de gloire est d'avoir en 1960 dirigé la mission qui captura à Buenos Aires le nazi Adolf Eichmann afin de l'amener en Israël, en vue d'un procès. Eitan prend part ensuite à de nombreuses attaques ciblées. Alors qu'il dirige le bureau du Mossad à Paris, il conseille, en 1965, les services marocains, dans l'affaire Mehdi Ben Barka (1920-1965), opposant du roi Hassan II enlevé puis assassiné. Eitan participe également à l'assassinat de responsables de l'Organisation de libération de la Palestine. Sa carrière subit un coup d'arrêt lorsqu'il fut mis en cause dans l'affaire Pollard, en 1985, qui mit alors à rude épreuve les liens étroits entre les Etats-Unis et Israël.

## Biographie

### Jeunesse
Rafael Eitan est né le 23 novembre 1926 dans le kibboutz d'Eïn-Harod en Palestine alors sous mandat britannique. Ses parents étaient des pionniers sionistes venus de Russie en 1923. Son père Noach Hantman était un poète et sa mère Miriam Lutzansky était femme au foyer. Ils eurent trois enfants, Rafi, Oded et Rina, et vivaient à Ramat Ha-Sharon, qui n'était alors qu'une petite colonie de 100 familles. Rafael Eitan finit son lycée en 1940 et étudia à la London School of Economics.

### Services secrets
Durant la guerre israélo-arabe de 1948, Rafael Eitan faisait partie des services de renseignements militaires de Tsahal. Il intégra le Mossad après sa création en 1951 et atteint le poste de sous-directeur des opérations. C'est à ce poste qu'il mène la chasse d'anciens nazis. Il repère dans la capitale de l'Argentine, les criminels de guerre Adolf Eichmann et Josef Mengele. Priorité est donnée alors pour le rapt d'Adolf Eichmann. Rafael Eitan forma alors une équipe et se rendit en Argentine où il captura Adolf Eichmann alors qu'il rentrait de son travail le 11 mai 1960 rue Garibaldi à Buenos Aires ; Eichmann fut emprisonné dans un appartement de la capitale argentine puis amené à Tel-Aviv sur un vol d'El Al vêtu d'un uniforme de la compagnie nationale, au grand dam des autorités argentines. Quelques semaines après cette spectaculaire opération, Josef Mengele quitte Buenos Aires et part se réfugier au Paraguay. Préoccupé par un risque croissant du guerre avec les pays arabes, le Mossad renonce alors à la capture de Mengele. 
Chasseur de nazis, Rafael Eitan n’hésita pas cependant dans le cadre de l’opération Damoclès à travailler avec un ancien nazi célèbre, Otto Skorzeny, lequel exécuta sur ses ordres le savant allemand Heinz Krug, qui travaillait en Égypte à concevoir des fusées destinées à être déployées vers Israël. 
Rafael Eitan a également joué un rôle dans l'affaire Ben Barka, disparition mystérieuse en 1965 à Paris, du célèbre opposant au roi marocain Hassan II. Selon son témoignage, il aurait suggéré au général Dlimi, le chef des services de sécurité marocains qui lui questionnait sur la façon de se débarrasser du corps, de dissoudre le cadavre dans la soude caustique. Une technique utilisée à l'époque pour éliminer les charognes de chevaux dans les kibboutz. 
Rafael Eitan rejoignit dans les années 1970 le Shabak dont il était responsable des opérations. Rafael Eitan fut aussi impliqué en 1981 dans la préparation de l'opération Opéra : la destruction du réacteur nucléaire Osirak en Irak. 
Sa carrière d'espion prend fin en 1985, à la suite du scandale de l'affaire Jonathan Pollard. Rafi Eitan était en effet l'agent traitant de ce juif américain, employé comme conseiller de la marine américaine, devenu un espion à la solde de l’État hébreu. Mais les Américains démasquent le traître et le condamnent à 30 ans d'emprisonnement. Le scandale provoque une crise diplomatique entre les États-Unis et Israël. Rafi Eitan avait été accusé d'avoir ordonné à l'ambassade d'Israël à Washington de refuser de donner l'asile à Pollard lorsque celui-ci avait tenté de s'y réfugier, l'abandonnant ainsi sciemment aux Américains.

### Activités civiles
Rafael Eitan continua son travail dans les services secrets jusqu'en 1972 où il quitta ses fonctions pour le secteur privé. Il s'occupa alors de sociétés liées à l'agriculture. Mais en 1978, le gouvernement de Menahem Begin, alors Premier ministre d'Israël, le rappela pour être son conseiller dans l'anti-terrorisme, car Rafael Eitan était reconnu comme l'un des meilleurs spécialistes du sujet. En 1981, il fut nommé à la tête d'un département dépendant du ministère de la Défense (le Lakam, le renseignement scientifique israélien) où il continua à travailler sur le terrorisme, mais en 1984 son bureau fut éclaboussé par l'affaire Jonathan Pollard et dissout. Rafael Eitan reçut le poste de gérant de la société publique israélienne de chimie qu'il quitta en 1993 à l'âge de 67 ans.

### Politique
Rafael Eitan fut appelé pour mener le parti Gil des retraités aux élections législatives israéliennes de 2006. Le parti remporta 7 sièges alors que les sondages ne lui en promettaient pas plus de 2 ou 3. 
Lors de la réunion du 1er février 2018 du groupe AfD au Parlement allemand, Rafi Eitan apporte son soutien à l'AfD et appelle l'Europe à arrêter « l'immigration musulmane de masse vers l'Europe ». Ce soutien à un parti d’extrême droite dont certains dirigeants se montrent ambigus sur l'Allemagne nazie a fait polémique en Israël.

### Source d'inspiration
Le romancier John le Carré s'est servi du maître-espion Rafael Eitan comme modèle et source d'inspiration pour créer le personnage de Martin Kurz dans son roman La Petite Fille au tambour (1983), récit qui narre la traque et les représailles par un espion du Mossad d’un Palestinien, auteur d’attentats contre des cibles juives en Allemagne.
Il est par ailleurs la source d'inspiration du personnage de Yossi, directeur de l'unité 238, dans le film d'Éric Rochant, Les Patriotes (1994), qui traite tout à la fois des prémices à l'opération Opéra puis de l'utilisation de Jonathan Pollard par les services israéliens.